# Route nationale 74 (Belgique)
Pour les articles homonymes, voir Route nationale 74.
La route nationale 74 est une route nationale de Belgique qui relie Hasselt à la frontière néerlandaise à proximité de Eindhoven. Le plan autoroutier de 1972 prévoyait la réalisation d'une autoroute A24 reliant Eindhoven à Huy, le projet de réalisation de la section entre Hasselt et Huy fut toutefois abandonné dès 1976.

## Description du tracé

### Communes sur le parcours
- Région flamande
  -  Province de Limbourg
    - Hasselt
    - Zonhoven
    - Houthalen-Helchteren
    - Hechtel-Eksel
    - Overpelt
    - Neerpelt
    - Lommel

## Statistiques de fréquentation
| BK   | Début                        | Fin                          | Trafic moyen journalier (6h–22h, en milliers), | Trafic moyen journalier (6h–22h, en milliers), | Trafic moyen journalier (6h–22h, en milliers), | Trafic moyen journalier (6h–22h, en milliers), | Trafic moyen journalier (6h–22h, en milliers), | Trafic moyen journalier (6h–22h, en milliers), | Trafic moyen journalier (6h–22h, en milliers), |
| BK   | Début                        | Fin                          | 1985                                           | 1990                                           | 1995                                           | 2000                                           | 2005                                           | 2010                                           | 2015                                           |
| ---- | ---------------------------- | ---------------------------- | ---------------------------------------------- | ---------------------------------------------- | ---------------------------------------------- | ---------------------------------------------- | ---------------------------------------------- | ---------------------------------------------- | ---------------------------------------------- |
| 4,4  | Hasselt (Kiewit)             | – Zonhoven                   | 25,3                                           | 33,0                                           | 31,9                                           | 35,0                                           | 33,8                                           | 20,8                                           | –                                              |
| 8,5  | – Zonhoven-Sud               | – Zonhoven-Nord              | 14,3                                           | 14,9                                           | 16,8                                           | 20,0                                           | 19,0                                           | 17,5                                           | –                                              |
| 69,0 | – Hechtel-Eksel (Hechtel)    | – Hechtel-Eksel              | –                                              | –                                              | –                                              | 9,5                                            | 9,6                                            | –                                              | –                                              |
| 69,3 | – Hechtel-Eksel              | N747 – Hechtel-Eksel (Eksel) | –                                              | –                                              | –                                              | 7,5                                            | 8,4                                            | 11,0                                           | –                                              |
| 79,2 | N747 – Hechtel-Eksel (Eksel) | N712 – Overpelt              | 6,0                                            | 7,2                                            | 8,0                                            | 8,3                                            | 7,9                                            | –                                              | –                                              |
| 85,0 | – Neerpelt                   | – Lommel (Kolonie)           | 2,6                                            | 3,7                                            | 5,7                                            | 8,1                                            | 8,2                                            | –                                              | –                                              |